# Медаља за ревносну службу (1913)
Златна и Сребрна медаља за ревносну службу било је одликовање Краљевине Србије и Краљевине Југославије. Медаља је, у два разреда, као Златна и Сребрна, успостављена 19. априла 1913. и додељивана је за показану одличну и ревносну службу на ратишту за време балканских и Првог светског рата. У међуратном периоду статут медаље је промењен и прилагођен мирнодопским приликама, када се медаља додељивала за показану одличну ревносну службу у миру и рату. Последњи период доделе овог одличја је време Другог светског рата када је додељивана од југословенске Владе у емиграцији за заслуге у овом рату. Медаље за ревносну службу су додељиване у име Краља, а на предлог министра војног, према предлозима команданата нижих војних јединица. Медаља се носила о плавој траци на левој страни прсију.
Ауторство медаље није познато, али због њене стилске сличности са Сребрном медаљом за храброст из 1912. године, највећи број истраживача га приписује вајару Ђорђу Јовановићу. Повеље за оба степена медаље је израдио уметник Ђорђе Чарапић. Медаље су првобитно коване у швајцарској фирми „Браћа Игенин” и париској фирми „Артус-Бертранд”, да би након уједињења 1918. године израду медаље преузеле домаће радионице „Гризбах и Кнаус” из Загреба, „Фран Сорлини” из Вараждина и „Ковница А. Д.” из Београда.
Након Другог светског рата и стварања друге Југославије укинута су сва одликовања Краљевине Југославије, тако и Медаља за ревносну службу, чиме је престала да постоји као државно одликовање. За врсту заслуга за који је додељивана су основана нова одликовања са другим идејним предзнаком. Свргнута династија Карађорђевића наставила је доделу старих одличја са историјским називима, сада као приватна одликовања.
Распадом Социјалистичке Федеративне Републике Југославије долази до обнове традиције медаље за ревносну службу, када Савезна Република Југославија усваја своју медаљу која се делимично идејно ослања на Медаљу за ревносну службу из 1913. године. Распадом ове државне заједнице, Република Србија 2009. усваја своју Медаљу за ревносну службу чији је идејни узор Медаља за ревносну службу из 1913. године.

## Историјат
Избијањем балканских ратова (1912—1913) покренуто је у Србији питање система споменица и ратних одликовања за храброст и ревносну службу. При том је постојећи систем, заснован још у ратовима 1876-78, обновљен.
Тако је Министарство војно 3. новембра 1912. расписало конкурс за израду Споменице српско-турског рата 1912. и Медаље за ревносну службу. Овиме је војна администрација наставила и традицију поверавања нацрта за израду одликовања уметницима. Министарство је ограничило учешће уметника тако што је прописало да право приступа конкурсу имају само јужнословенски уметници. Нацрти су могли бити изграђени или вајарски, од материјала по вољи, или сликарски, и имали су се поднети артиљеријско-техничком оделењу Министарства војног најкасније до 25. новембра. Министарство је такође обавестило уметнике да ће избор скица вршити по свом нахођењу, те да изабрана скица постаје власништво Министарства војног. За сваки усвојени нацрт награда је била 1.000 динара. Крајем године Министарство је одредило комисију за избор најбољих радова.

Нису познати подаци о томе који су се уметници одазвали својим радовима на овај конкурс, стога аутор нацрта медаље за коју се Министарство војно одлучило приликом избора, није познат. На основу сличности усвојеног идејног решења са идејним решењем Сребрне медаље за храброст из 1912. године, које је такође као и за Медаљу за ревносну службу, израђено новембра 1912. године, више истраживача српских одликовања ауторство приписује вајару Ђорђу Јовановићу, имајући у виду да је он аутор споменуте медаље за храброст. Како истиче историчар уметности Радомир Столица:
| „ | [...] Усвојен нацрт Медаље за ревносну службу је израђен по угледу на идејно решење Сребрне медаље за храброст, из 1912. године, установљене 4. новембра. Истовремена израда нацрта, у новембру 1912, као и ковање оба одликовања са идентичним детаљима у композицији грба, облику слова употребљених за девизу одликовања и стилизацији ловорово-храстовог венца, указује на њихово стилско јединство. На једној од њих, сребрној медаљи за храброст, налази се, испод грба, сигнатура аутора. На основу свега тога може се са оправданошћу тврдити, да је награда Министарства војног за ауторски нацрт Медаље за ревносну службу, припала познатом српском вајару Ђорђу Јовановићу (1861—1953). Вајар Ђорђе Јовановић је аутор познатог споменика косовским јунацима у Крушевцу, споменика Вуку Караџићу у Београду, споменика Јосифу Панчићу у Београду итд. [...] | ” |

Истраживачи Љубомир Стевовић, Коста Кнежевић и Тијана Јовановић Чешка наводе пак да је аутор Медаље за ревносну службу уметник и будући секретар краљевских ордена Ђорђе Чарапић Фусек. Наиме, Чарапић је према документованом властитом наводу који се чува у Војном архиву, аутор решења које је усвојено на конкурсу, чиме je, под претпоставком тачности, ово једно од првих одликовања које је он дизајнирао. Чарапић је у свом војном досијеу, у којем је ручно испунио податке којима је одликовањима одликован, звездицом обележио одликовања за које наводи да су његови пројекти, те додаје и „исто тако све повеље за наша одликовања”. Међу звездицом означеним одликовањима је и Медаља за ревносну службу из 1913, чији је као споменуто, био и носилац.
Тако је Уредбом краља Петра I Карађорђевића од 19. априла 1913., након истоимених медаља из 1877—78. и 1885—86, трећи пут обновљена институција Медаље за ревносну службу, утемељењем Златне и Сребрне медаље „за показану одличну и ревносну службу на ратишту”.
Након балканских ратова, за време Првог светског рата и првих година након стварања Краљевине Срба, Хрвата и Словенаца настављена је додела овог одликовања, за показану ревносну службу у претходном ратном периоду. Уредбом о одликовањима у војсци од 22. новембра 1914. године, Златну медаљу су добијали официри, а Сребрну официри неборачких јединица.
Статут одликовања из 1913. допуњен је 20. маја 1922, од када се ова медаља додељује за „показану одличну ревносну службу у миру и рату”, чиме је настављен употребни век медаље у новооснованој држави и након завршеног рата, као мирнодопског одликовања.
Статут медаље је поново допуњен 24. новембра 1924, а ова допуна је омогућавала доделу Медаље за ревносну службу једном лицу више пута. Новина је представљала оснивање посебне декорације, у виду храстове гранчице, које су носиоци добили уместо одликовања. Тако се за свако поновљено одликовање, у зависности од класе медаље, добијала златна или сребрна гранчица, која се би се причврстила и носила на врпци раније стечене медаље. Иначе је за време трајања Краљевине Југославије, идејно решење усвојено 1913. са српским краљевским државним грбом, усвојено као дефинитивно и у новој држави и додељивало се са споменутим старим српским државним грбом.
- Аверс Сребрне медаље за храброст из 1912. године (крајње десно на слици) и Златна и Сребрна медаља за храброст „Милош Обилић” (лево на слици), поставка Народног музеја Ваљево; [јануар 2022. године.]
- Сребрна медаља за храброст из 1912 изблиза, поставка Народног музеја Ваљево; [јануар 2022.]

### Историја употребе
Медаље за ревносну службу су додељиване у име краља, а на предлог министра војног, према предлозима команданата нижих војних јединица. Према закону, попис одликованих особа је вођен у Канцеларији Краљевских Ордена. За додељене медаље није наплаћивана такса, а медаља је након смрти одликоване особе остајала наследницима на чување. Уз медаљу је додељивана повеља коју је потписивао Канцелар Краљевских Ордена. (в. опширније испод)
Прве медаље за ревносну службу су додељене маја 1913. официрима, подофицирима, наредницима и санитетском особљу. Позната сликарка Надежда Петровић, која је била добровољна болничарка у балканским и Првом светском рату, једна је од особа које су у овом првом периоду доделе понеле ово одликовање.
Додела медаље настављена је и за време Првог светског рата, и као већ претходно истакнуто, Уредбом о одликовањима у војсци од 22. новембра 1914, Златну медаљу су добијали официри, а Сребрну официри неборачких јединица.
Као напоменуто, додела овог одличја је настављена и у Краљевини Југославији за заслуге у Првом светском рату, а након претварања медаље и у мирнодопско одликовање, употребни век медаље је настављен у новој држави и за одличну ревносну службу у миру, а након нове измене статута медаље од 1924. године, додељивана је и једном истом носиоцу више пута.
Према увиду истраживача Радомира Столице, Павела Цара и Томислава Мухића, оба разреда медаље су додељивана у великом броју у свим споменутим раздобљима доделе овог одличја, до 1941. године, а како истиче Столица, додела је била посебно интензивна за време Првог светског рата и током постојања Краљевине СХС/Југославије. Истраживачи Милош Жикић и Борис Томанић истичу да је додела посебно била интензивна у првој половини двадесетих година.
Медаља за ревносну службу је додељивана и током Другог светског рата, а додељивала ју је југословенска Влада у избеглиштву на предлог министра војног у влади, ђенерала Драгољуба Михаиловића. Истраживач Ратомир Миликић наводи да су у овом периоду доделе краљевских југословенских одликовања, осим Медаље за храброст и Ордена Карађорђеве звезде са мачевима која су додељивана најчешће, сва остала одличја додељивана знатно ређе. Формалном транзицијом власти, одличја настала под окриљем КПЈ и НОВЈ за време Другог светског рата постају и званична државна одликовања нове Југославије, чиме Медаља за ревносну службу, заједно са другим одличјима старе државе, престаје да постоји као државно одликовање.
- Галерија неких од носилаца Златне и Сребрне медаље за ревносну службу
- Надежда Петровић као ратна болничарка, носилац медаље за ревносну службу.[5][9]
- Реверс новчанице од 200 динара коју издаје Народна банка Србије са, поред осталих и приказом Надежде Петровић као добровољне болничарке у време Првог балканског рата, према фотографији из 1913. (Призрен);[28]
- Непознати поручник из 47. пешадијског пука са истакнутом Медаљом за ревносну службу на одори. На врпци о којој виси медаља је истакнута храстова гранчица, означавајући да је одликовани двоструки носилац ове медаље;[29]
- Уметник и секретар Канцеларије Краљевских Ордена Ђорђе Чарапић, носилац Златне медаље за ревносну службу.[30]
- Непознати капетан I класе, фотографија из раздобља пре почетка Првог светског рата. Капетан, поред Медаље за војничке врлине и споменица обеју балканских ратова на орденској нисци, истиче Златну и Сребрну медаљу за ревносну службу, ван орденске ниске;[29] Овакав начин истицања медаља није био уобичајен и био је противан одредбама о истицању одликовања.[29]
- Непознати поручник са истакнутом Медаљом за ревносну службу;[29] Истакнута на дугуљастој врпци, овакав начин истицања је био противан тексту закона;[29]
- Група подофицира наредника, фотографија из 1931. године. Двојица подофицира у средини фотографије истичу Медаљу за ревносну службу.[31]
- Непознати морнарички официр у свечаној одори на дан венчања у Љубљани 1940. године. На одори је истакнута Медаља за ревносну службу.[31]

## Изглед
Обе класе медаље, и Златна и Сребрна, су кружног облика, пречника 30 милиметара, попут Златне медаље за храброст из 1912. године. Изглед обе класе медаље је такође истоветан.
На аверсу медаље је, у три реда, ћириличним писмом написана девиза „ЗА / РЕВНОСНУ / СЛУЖБУ”, смештена у средини аверса медаље. Око натписа је венац од дуже ловорове и краће храстове гранчице које су доле повезане штитом српског грба са круном у надвишењу. У горњем делу венац је отворен. На реверсу медаље је у средини приказан државни грб Краљевине Србије — двоглави бели орао у полету са штитом на грудима и круном над главама. Испод двоглавог орла налазе се, између канџи и репа, два крина.
Медаља, и Златна и Сребрна, су се носиле о плавој моарираној траци, сложеној у троугао, чије су стране дугачке 50 милиметара. Овиме је, како истиче Столица, усвојена нова величина и боја траке у односу на раније две медаље за ревносну службу, чија је дужина износила 40 милиметара и основна боја траке била црвена. Нијанса плаве боје траке се разликовала кроз период доделе овог одликовања. За време Краљевине Србије трака ја била светлије плаве, док је у периоду Краљевине Југославије медаља истицана на врпци тамније плаве боје.
Текстом закона, медаља се истицала на левој страни груди. Као већ напоменуто, промена статута одличја од 24. новембра 1924. је омогућила доделу медаље једном лицу више пута, симболизовано кроз апликацију храстове гранчице, такође основане овом променом, на врпцу већ раније стечене медаље. У временском периоду након успостављања одличја, су ковани примерци који стилском обрадом појединих детаља и величином одступају од законом прописаног изгледа медаље, а настали као последица уметничке слободе појединих произвођача ове медаље. Тако једна варијанта медаље има другачије, карактеристично решење државног грба, које је рађено по угледу на руски државни грб, где се над сваком од глава орла на медаљи налази по једна мала краљевска круна. Према суду историчара уметности Столице ова верзија медаље представља веома успело идејно решење.
Медаље су коване од позлаћене, односно од посребрене бронзе. Истраживач Борис Пристер наводи такође и примерке коване од сребра, у збирци Повијесног музеја Хрватске.
Постојане су минијатуре обе класе Медаље за ревносну службу.
- Златна медаља за ревносну службу и Медаља за војничке врлине у збирци Народног музеја у Чачку, фебруар 2021.
- Албанска споменица, Орден југословенске круне и Медаља за ревносну службу из збирке Народног музеја Краљево, фебруар 2016.
- Аверс медаље за ревносну службу, Народни музеј Краљево.
- Реверс медаље за ревносну службу, Народни музеј Краљево.

## Повеља
Као напоменуто, закон је, уз одличје, прописао додељивање и повеље коју је потписивао Канцелар Краљевских Ордена. Повеље за оба разреда медаље су биле исте, а разред је руком уписиван заједно са подацима о одликованој особи.
Повеља Медаље за ревносну службу је настала у периоду након Првог светског рата, када је спроведена типизација образаца повеља за одликовања, а која се састојала у усвајању начелног ликовног решења према којем се у врху декоративног приказа налази нацрт аверса одликовања. Оваквом типизацијом, где се измењују само назив и сликовни приказ одликовања, одбачена је сва ранија пракса решавања изгледа образаца. Обрасци за медаље из овог периода су били скромније израде од образаца повеља за ордене, већином штампани у црно-белој техници, мањих димензија од орденских образаца. Иначе, период Првог светског рата је, како истичу Цар и Мухић, био прекретница у развоју образаца за повеље. Од повлачења Српске војске на Крф 1915. па до почетка двадесетих година, повеље за одликовања нису додељиване. Усред отежаних ратних услова повеље нису штампане, а за сва одликовања додељена током рата као и првих послератних година, одликовани су добијали потврде. Свака јединица је водила регистар одликованих, на основу ког су, након завршетка рата и нормализација стања, од око 1920. године, почеле да се додељују повеље. За заслуге у Великом рату повеље су додељиване све до краја 20-их година, некад и са десет, па и више година закашњења. Такође, како истичу двојица истраживача, новонастала ситуација и стварање Краљевине СХС/Југославије су резултирали и креирањем новог ликовног решења повеља, прилагођених новонасталој ситуацији. Повеља Медаље за ревносну службу је, својим изгледом и димензијама, у потпуном сагласју са другим повељама за медаље насталим након Првог светског рата.

Ликовно решење обрасца повеље Медаље за ревносну службу је израдио уметник и канцелар краљевских ордена Ђорђе Чарапић., а штампане су у Картографској радионици Топографског одељења Врховне команде, Војном географском институту у Београду и Репродукционом одсеку Географског института у Земуну. Како истиче истраживач Тијана Јовановић Чешка, повеља за ову медаљу се у великој мери разликује од претходних Чарапићевих ликовних решења за повеље других медаља — повеље Медаље за храброст „Милош Обилић” и повеље Медаље за војничке врлине — али да су неки елементи на овој повељи преузети са претходних наведених. Текст повеље је у централном делу оивичен широком и раскошном бордуром, која се састоји од флоралних елемената развијених форми. Јовановић Чешка наводи да је положај медаље и њена представа на овој повељи решена слично повељи Медаље за храброст — виси у горњем централном делу, уоквирена хералдичком траком која је декоративно изувијана и надвисује текст повеље. У доњем средњем делу остављен је медаљон за печат, који је такође декоративно оивичен флоралним украсима, а са бочних страна фланкиран декоративним птицама (орлови), које, како истиче Јовановић Чешка, остварују изузетно јаку ликовну представу. У властитом естетском суду ове повеље, овај истраживач оцењује ово Чарапићево дело негативно. Како наводи:
| „ | Строге симетричне линије и облици, педантно третирани и разрађени до најситнијих детаља са сувим жигом који се налази у средини ове представе, граде богато и раскошно ликовно решење повеље. Иако је ово ликовно решење у сваком погледу декоративније од претходних, оно ипак оставља у целини утисак знатно скромнији од повеља за Медаљу за храброст. Мноштво детаља подједнаке јачине и развијености гуше композиционо решење и, у међусобној борби за доминацију на слици, декоративни мотиви губе снагу, а општи утисак слике остаје слабији. У оваквим решењима све више долазе до изражаја и различити фонтови слова, где редовно сусрећемо по три врсте декоративних слова, у комбинацији са курзивом и писаним словима, да би се томе додао и текст уписиван ручно. Ово обиље различитих слова и рукописа ствара утисак шаренила и презасићености цртежа и комплетног ликовног решења повеље. | ” |

На основу имена и титуле владара, који код свих повеља одликовања Кнежевине и Краљевине Србије и Краљевине Југославије чине основу њеног текста, повеља Медаље за ревносну службу је постојана у пет типова: 
- Петар ., краљ Србије,[45]
- У име Петра ., краља Србије, Александар, наследник престола,[45]
- У име Петра ., краља Срба, Хрвата и Словенаца, Александар, наследник престола,[45]
- Александар I., краљ Југославије,[45]
- У име Петра ., краља Југославије, краљевски намесници.[45]

- Повеља за Златну медаљу за ревносну службу којом је 15. марта 1930. године одликован Јосип Вајнгери, чиновник у Љубљани.[45][51] Повеља је из раздобља краља Александра Карађорђевића, краља Срба, Хрвата и Словенаца. Текст повеље не наводи због којих је заслуга чиновник одликован, а гласи: „... благоволео је указом Својим од 15. априла 1929 П.М.Бр. 893 одликовати чин. дирекције Љубљана златном Медаљом за ревносну службу што му овим уверењем потврђује.” Повељу су потписали секретар и канцелар краљевских ордена.[45]
- Повеља за Златну медаљу за ревносну службу којом је 14. септембра 1938. године одликован пешадијски поручник Александар Мишић. Медаља је додељена у раздобљу владавине Намесништва малолетног краља Петра II. Како истичу Цар и Мухић, осим измењене титуле владара, текст на обрасцу је идентичан тексту са повеље из времена краља Александра, додељене чиновнику у Љубљани.[45]
- Повеља за Медаљу за ревносну службу додељену 1913. године, а издату 1940. године; за Канцеларију Краљевских ордена повељу је потписао Панта Мудрашки.[52]
- Повеља за Златну медаљу за храброст Милош Обилић којом је Указом од 31. марта 1920. године одликован 1. пешадијски пук; У Београду 15. јануара 1927. године; Збирка Војног музеја у Београду (Инв. бр. 11681);[53]
- Повеља за Медаљу за храброст Милош Обилић у поставци Народног музеја у Ваљеву; [јануар 2022. године]
- Повеља за Медаљу за војничке врлине којом је, Указом од 25. маја 1920. године, одликован пешадијски поручник Бранко С. Пејић, у Београду 1. новембра 1926; Збирка Војног музеја у Београду (Инв. број 1974);[54]
- Повеља за Медаљу за војничке врлине у поставци Народног музеја у Ваљеву; [јануар 2022. године]

## Израда и набавка
За разлику од израде прве и друге медаље за ревносну службу, медаља из 1913. године није кована код познатих бечких мајстора медаље. Како истиче Радомир Столица, нове културне и политичке оријентације ка другим земљама западне Европе, усмериле су развој српске и југословенске медаљарске уметности ка њиховим центрима, а од Беча. Ковањем овог, трећег типа медаље за ревносну службу, се бавило више, тада непознатих медаљарских радионица са којима су закључене прве поруџбине. Као и највећи број ратних медаља и споменица из времена балканских и Првог светског рата, медаља за ревносну службу је кована у швајцарској фирми „Браћа Игенин“ (етимолошки: Huguenin Freres) из Ле Локла и паришкој фирми „Артус Бертранд“ (етим. Arthus Bertrand). Цар и Мухић наводе да су прве медаље, које су изгледом биле у пуном сагласју са законским текстом, биле израђене у радионици Артус-Бертранд, а да се радионица Браће Игенин у производњу укључила касније. Ова два истраживача истичу, пак, да је у израду медаље била укључена и бечка радионица Фридриха Орта (етим. Friedrich Orth) која је израђивала медаљу са споменутим карактеристичним детаљем грба на реверсу.
Након уједињења 1918. године и стварања Краљевине Срба, Хрвата и Словенаца, оснивају се и домаће ковнице које у свом саставу имају медаљерске радионице и мајсторе-гравере. Оснивањем фирми „Гризбах и Кнаус“ (етим. Griesbach i Knaus) 1921. године у Загребу, „Фран Сорлини“ у Вараждину и „Ковница А. Д.“ 1929. године у Београду, знатно се смањује потреба за поверавањем израде домаћих одликовања ковницама у иностранству. Споменуте три радионице су за време постојања Краљевине вршиле израду Медаље за ревносну службу.
Пошто производи домаћих ковница нису означени сигнатурама, тако ни израђене медаље нису означене због чега је тешко утврдити порекло поједине варијанте. Пилетић и Столица наводе да све медаље настале у овим ковницама носе печат серијске израде и типски су скоро идентичне.
Наруџбине медаље за ревносну службу су оствариване преко Официрске задруге у Београду, која је имала своја продајна места у скоро свим већим градовима у земљи.

## Положај у важносном реду одликовања
Формирањем Краљевине Југославије, систем одликовања нове државе се није битније мењао, јер је новоформирана краљевина у целости преузела систем одликовања Краљевине Србије онаквим какав је затечен на крају Првог светског рата. Систем одликовања Краљевине Србије и Краљевине Југославије је био утемељен „Законом о орденима и медаљама“ од 23/26. јануара 1883, више пута измењиваног допуњаваног.
Златна и Сребрна медаља за ревносну службу су се, према наводу Канцеларије ордена од 1931. године, налазила на 37. односно 38. месту у важносом реду одликовања Краљевине Југославије, а на 6. односно 7. месту у међусобном рангу медаља објављеном 1935. године — испред Златне медаље за Грађанске Заслуге, а након Медаље за Војничке врлине. Ранг медаља и споменица није имао никакву правну важност, већ је само одређивао место ношења одликовања на грудима, па се медаља вишег ранга могла добити пре медаље нижег ранга, а ова нижа после медаље вишег ранга. Табеларни приказ положаја Златне и Сребрне медаље за ревносну службу је дат испод:
| 1.  | Кнеза Лазара                                           |
| 2.  | Кара-Ђорђева Звезда са мачевима I                      |
| 3.  | Кара-Ђорђева Звезда без мачева I                       |
| 4.  | Кара-Ђорђева Звезда са мачевима II                     |
| 5.  | Кара-Ђорђева Звезда без мачева II                      |
| 6.  | Бели Орао са мачевима I                                |
| 7.  | Бели Орао без мачева I                                 |
| 8.  | Кара-Ђорђева Звезда са мачевима III                    |
| 9.  | Кара-Ђорђева Звезда без мачева III                     |
| 10. | Бели Орао са мачевима II                               |
| 11. | Бели Орао без мачева II                                |
| 12. | Југословенска Круна I                                  |
| 13. | Свети Сава I                                           |
| 14. | Кара-Ђорђева Звезда са мачевима IV                     |
| 15. | Кара-Ђорђева Звезда без мачева IV                      |
| 16. | Бели Орао са мачевима III                              |
| 17. | Бели Орао без мачева III                               |
| 18. | Југословенска Круна II                                 |
| 19. | Свети Сава II                                          |
| 20. | Бели Орао са мачевима IV                               |
| 21. | Бели Орао без мачева IV                                |
| 22. | Југословенска Круна III                                |
| 23. | Свети Сава III                                         |
| 24. | Бели Орао са мачевима V                                |
| 25. | Бели Орао без мачева V                                 |
| 26. | Југословенска Круна IV                                 |
| 27. | Свети Сава IV                                          |
| 28. | Југословенска Круна V                                  |
| 29. | Свети Сава V                                           |
| 30. | Златна Војничка Кара-Ђорђева Звезда са мачевима        |
| 31. | Сребрна Војничка Кара-Ђорђева Звезда са мачевима.      |
| 32. | Златна медаља за храброст.                             |
| 33. | Сребрна медаља за храброст.                            |
| 34. | Медаља Краља Петра .                                   |
| 35. | Албанска споменица.                                    |
| 36. | Медаља за Војничке врлине.                             |
| 37. | Златна медаља за Ревносну службу.                      |
| 38. | Сребрна медаља за Ревносну службу.                     |
| 39. | Златна медаља за Грађанске заслуге.                    |
| 40. | Сребрна медаља за Грађанске заслуге.                   |
| 41. | Златна медаља за унапређење пољопривреде               |
| 42. | Сребрна медаља за унапређење пољопривреде              |
| 43. | Бронзана медаља за унапређење пољопривреде             |
| 44. | Крст Милосрђа Женски и Мушки.                          |
| 45. | Медаља за Услуге Краљевом Дому                         |
| 46. | Црвени Крст                                            |
| 47. | Сребрна Медаља Црвеног Крста                           |
| 48. | Бронзана Медаља Црвеног Крста                          |
| 49. | Споменица Српско-Турског Рата 1912 год.                |
| 50. | Споменица Српско-Бугарског Рата 1913 год.              |
| 51. | Споменица Рата за Ослобођење и Уједињење 1914.-1918 г. |

| 1.        | Златна медаља за храброст.                                                         |
| 2.        | Сребрна медаља за храброст.                                                        |
| 3.        | Медаља Краља Петра .                                                               |
| 4.        | Албанска споменица.                                                                |
| 5.        | Медаља за Војничке врлине.                                                         |
| 6.        | Златна медаља за Ревносну службу.                                                  |
| 7.        | Сребрна медаља за Ревносну службу.                                                 |
| 8.        | Златна медаља за Грађанске заслуге.                                                |
| 9.        | Сребрна медаља за Грађанске заслуге.                                               |
| 10.       | Крст Милосрђа Женски и Мушки.                                                      |
| Напомена: | Медаља за Услуге Краљевском дому долази у рангу медаља одмах после Крста Милосрђа. |

## Наслеђе
Као већ напоменуто, победом КПЈ и партизанске војске у Другом светском рату и стварањем друге Југославије, одликовања краљевине престају да постоје као државна одликовања, па тако и Медаља за ревносну службу. У новој држави није обновљена вишедеценијска традиција медаље за ревносну службу, а тип заслуга за који је додељивана ова медаља у новој држави су преузела нова одликовања, сада са новим ликовним решењима, хералдичким елементима, натписима и бојама трака, означавајући „нову еру“ у развоју друштва, инспирисане новим историјским личностима, збивањима и стремљењима.
Падом монархије и успостављањем републике, свргнута династија Карађорђевић наставила је да додељује стара државна одликовања са историјским називима, сада као приватна династичка одликовања, укључив и Медаљу за ревносну службу.
Распадом Социјалистичке Федеративне Републике Југославије и стварањем Савезне Републике Југославије, долази до обнове традиције медаље за ревносну службу. Нова држава децембра 1998. године усваја две медаље које су делимично настале на традицији краљевских српских и југословенских медаља за ревносну службу пре Другог светског рата — Медаљу за дугогодишњу ревносну службу држави и Медаљу за дугогодишњу ревносну службу у областима одбране и безбедности. Ликовно решење друге медаље, која се додељивала за заслуге у областима одбране и безбедности земље и која се додељивала за службу од 10, 20, 30 и 40 година, је делом ослоњено на ликовно решење Медаље за ревносну службу из 1913. године. Аутори решења су историчар уметности Радомир Столица и вајар Драгомир Милеуснић.
Изласком Црне Горе из Државне заједнице СЦГ 2006. систем одликовања СР Југославије, који је са извесним изменама преузела и Државна заједница, фактички је престао да постоји. Србија као држава сукцесор није преузела право доделе ових одликовања. Након више покушаја успоставе новог система одликовања, Народна скупштина је 26. октобра 2009. усвојила нов систем одликовања Србије. Међу новим одликовањима нашла се и Медаља за ревносну службу (која је до преименовања 2010. носила назив Медаља за заслуге за одбрану и безбедност). Медаља је обликовно инспирисана Медаљом за ревносну службу из 1913. године. На јавном конкурсу расписаном за израду идејних графичких решења одликовања Републике Србије, у чијем склопу је тражено и решење за нову Медаљу, као услов конкурса био је да решење буде урађено према краљевској српској и југословенској Медаљи за ревносну службу.
- Златна и Сребрна медаља за ревносну службу Републике Србије установљена 2009. године. Медаља се идејно ослања на Медаљу за ревносну службу из 1913. године.[73]

### Књиге и каталози
- Ацовић, Драгомир М. (2008). Хералдика и Срби. Београд: Завод за уџбенике. ISBN 978-86-17-15093-6.  152135692  152135692
- Ацовић, Драгомир (2013). Слава и част: одликовања међу Србима: Срби међу одликовањима. Београд: Службени гласник. ISBN 978-86-519-1750-2.  200069388  200069388
- Ацовић, Драгомир (2019). Шест векова одликовања међу Србима. Београд: Политика, (Београд : Политика). ISBN 978-86-7607-149-4.  279618316
- Gaj-Popović, Dobrila; Subotić, Irina (1981). Medalje i plakete : Medalje i plakete iz zbirke Narodnog muzeja i dela savremenih skulptora. Beograd: Narodni muzej : Srpsko numizmatičko društvo, ([Beograd] : "Slobodan Jović").  3151879
- Grbovi, zastave, drugi državni amblemi i zvanični znaci Kraljevine Jugoslavije ; Les armoiries, drapeaux et autres emblèmes d'etat, poinçons officiels de contrôle et de garantie du Royaume de Yougoslavie (PDF). Beograd: Ministarstvo trgovine i industrije — Uprava za zaštitu industrijske svojine. 1936.  1024031914
- Димитријевић, Вукадин (1998). Одликовања и војне ознаке Србије и Југославије. Ниш: Удружење грађана "Стари Ниш" : Нумизматичко друштво "Медијана" : Клуб војске Југославије, (Ниш : Просвета).  141659655
- Закони и уредбе о орденима и медаљама : са свима изменама и допунама од 1883-1935. г. / прикупио и средио Драгољуб В. Јеремић. Београд: Канцеларија краљевских ордена, (Београд : "Ђура Јакшић"). 1935.  87903495
- Јовановић, Миодраг (2005). Ђока Јовановић : [1861-1953]. Нови Сад: Галерија Матице српске, (Нови Сад : Будућност). ISBN 86-83603-12-1.  207371271
- Јовановић, Миодраг (2008). Вајар Ђока Јовановић : (1861-1953). Београд: САНУ, (Београд : Публикум). ISBN 978-86-7025-463-3.  150086156
- Јовановић Чешка, Тијана (2018). Ђорђе Ј. Чарапић - Георг J. Фусек : живот и дело : 1876-1941. Београд: Историјски музеј Србије, (Београд : Типографик плус). ISBN 978-86-82925-95-8.  272312588
- Костић, Лаза М. (1936). Одликовања. [Б. м. : б. и.], (Љубљана : Југословенска тискарна).  36633607
- Lazarević, Petar (192X). „Medalja za revnosnu službu” (PDF). u Narodna enciklopedija srpsko-hrvatsko-slovenačka. Knj. 2, I-M / St. [Stanoje] Stanojević (PDF). Zagreb: Bibliografski zavod, (Zagreb : Zaklada Tiskare Narodnih novina). стр. 833.  56005127
- Narodna enciklopedija srpsko-hrvatsko-slovenačka. Knj. 2, I-M / St. [Stanoje] Stanojević (PDF). Zagreb: Bibliografski zavod, (Zagreb : Zaklada Tiskare Narodnih novina). 192X.  56005127
- Маричић, Душанка (2019). Дипломе и повеље XIX и XX века : из збирке Војног музеја. Београд: Медија центар Одбрана, (Београд : Војна штампарија). ISBN 978-86-335-0670-0.  277796876
- Милошевић, Емица; Рајић, Делфина; Бојовић, Радивоје (2007). Вајар Ђорђе Јовановић : (1861-1953) : каталог изложбе (PDF). Чачак: Народни музеј, (Чачак : Графички центар). ISBN 978-86-84067-15-1.  138745868
- Николић, Десанка (1971). Наша одликовања до 1941 : из колекције Војног музеја у Београду. Београд: Војни музеј, (Београд : Просвета).  108440839
- Пилетић, Милана (1987). Одликовања југословенских народа XIX и прве половине XX века (до 1941) из збирке Војног музеја у Београду. Београд: Војни музеј, (Београд : БИГЗ).  61075724
- Prister, Boris (1984). Odlikovanja, Katalog muzejskih zbirki XXI. Zagreb: Povijesni muzej Hrvatske.  2397536
- Prister, Boris (2000). Odlikovanja iz zbirke dr. Veljka Malinara: Odlikovanja Crne Gore, Srbije, Kraljevine SHS (Kraljevine Jugoslavije) i Socijalističke Jugoslavije. Dio 3. Zagreb: Hrvatski povijesni muzej. ISBN 9536046202.
- Romanoff, Dimitri (1996). The Orders, Medals and History of the Kingdoms of Serbia and Yugoslavia (на језику: енглески). Balkan Heritage. ISBN 8798126733.
- Тодоровић, Нада (1964). Југословенске и иностране медаље. Београд: Народни музеј, (Београд : Привредни преглед).  512253592
- Филиповић, Мирјана; Поповић, Марко (1979). Ордење и медаље Србије и Црне Горе : збирка Марка Поповића. Београд: Музеј града Београда, Манакова кућа, (Београд : Радиша Тимотић).  1024156593  36025863
- Car, Pavel; Muhić, Tomislav (2009). Odlikovanja Srbije i Jugoslavije : od 1859. do 1941. Wien: Militaria. ISBN 978-3-902526-28-1.  430956
- Švajncer, Janez (1978). Odlikovanja in znaki na Slovenskem (на језику: словеначки). Maribor: Pokrajinski muzej Maribor.

### Часописи
- Жикић, Милош; Томанић, Борис (2018). „Британска одликовања српској војсци за заслуге у Првом светском рату - три документа”. Архив : часопис Архива Југославије. Београд: Архив Југославије, (Београд : Планета принт). XIX (1—2): 158—190. ISSN 1450-9733. Архивирано из оригинала 15. 11. 2021. г. Приступљено 15. 11. 2021.  1026553485  167385863
- Knežević, Kosta Đ. (2004). „Đorđe J. Čarapić, sekretar Kancelarije kraljevskih ordena, 1908—1935”. Orden : faleristički časopis Srpskog numizmatičkog društva Beograd. Beograd: [Srpsko numizmatičko društvo], (Beograd : Pangraf) (4): 37—40.  112253196
- Koprčina, Arijana (2009). „»Griesbach i Knaus«, prva zagrebačka tvornica zlatne i srebrne robe (1925.–1939.) – radionička i unikatna produkcija”. Radovi Instituta za povijest umjetnosti. Zagreb: Institut za povijest umjetnosti (33): 261—270. ISSN 0350-3437.  596234
- Milikić, Ratomir (2017). „Dodele odlikovanja Kraljevine Jugoslavije u emigraciji 1941-1945.” (PDF). Istorija 20. veka : časopis Instituta za savremenu istoriju. Beograd: Institut za savremenu istoriju. XXXV (2): 85—99. ISSN 0352-3160.  240444428  11831554
- „Преглед општег и међусобног ранга краљевских ордена, медаља и споменица : табела од 1. јануара 1931. године”. Архив : часопис Архива Југославије. Београд: Архив Југославије, (Београд : Јанус). 3 (3): 153—155. 2002. ISSN 1450-9733. Архивирано из оригинала 20. 08. 2022. г. Приступљено 14. 11. 2021.  1024587149  167385863
- Ранковић, Живојин (1939). „Југословенска одликовања”. Београдске општинске новине : часопис за комунално-социјални, привредни и културни живот Београда. Београд: [Општина Београдска]. LVII (6—7 : Јуни — Јули 1939 године): 329—338. ISSN 2334-7740.  22061324
- Стевовић, Љубомир С.; Кнежевић, Коста Ђ. (2013). „Српске ратне споменице 1878—1918.” (PDF). Весник. Београд: Војни музеј, Београд (40): 109—132. ISSN 0067-5660.  41168903
- Stojanović, M. (2002). „Izrađivači naših odlikovanja — Braća Huguenin”. Orden : faleristički časopis Srpskog numizmatičkog društva Beograd. Beograd: [Srpsko numizmatičko društvo], (Beograd : Pangraf) (2): 35—37.  112253196
- Столица, Радомир (1996). „Медаља за ревносну службу”. Свеске. Београд: Друштво историчара уметности СР Србије, (Београд : "Радиша Тимотић") (23—26). ISSN 0350-3348.  7779330
- Stolica, Radomir (2003). „Medalja za revnosnu službu : ili najstarija srpska odlikovanja dodeljivana pripadnicima vojske i licima građanskog i duhovnog reda”. Orden : faleristički časopis Srpskog numizmatičkog društva Beograd. Beograd: [Srpsko numizmatičko društvo], (Beograd : Pangraf) (3): 24—27.  112253196
- Stolica, Radomir (2003a). „Medalja za dugogodišnju revnosnu službu u oblastima odbrane i bezbednosti”. Orden : faleristički časopis Srpskog numizmatičkog društva Beograd. Beograd: [Srpsko numizmatičko društvo], (Beograd : Pangraf) (3): 28—29.  112253196
- Todorović, Nada (1979). „Medaljerski radovi Đorđa Jovanovića u zbirkama Narodnog muzeja u Beogradu i Srpske akademije nauka i umetnosti”. Numizmatičke vijesti. Zagreb: Hrvatsko numizmatičko društvo (33): 49—57. ISSN 0546-9422.  103662599